# Inscutomonomma variabile tanganyicanum
Inscutomonomma variabile tanganyicanum es una subespecie de coleóptero de la familia Monommatidae.

## Distribución geográfica
Habita en los territorios que antes se llamaban Tanganica.